# 特龍托河

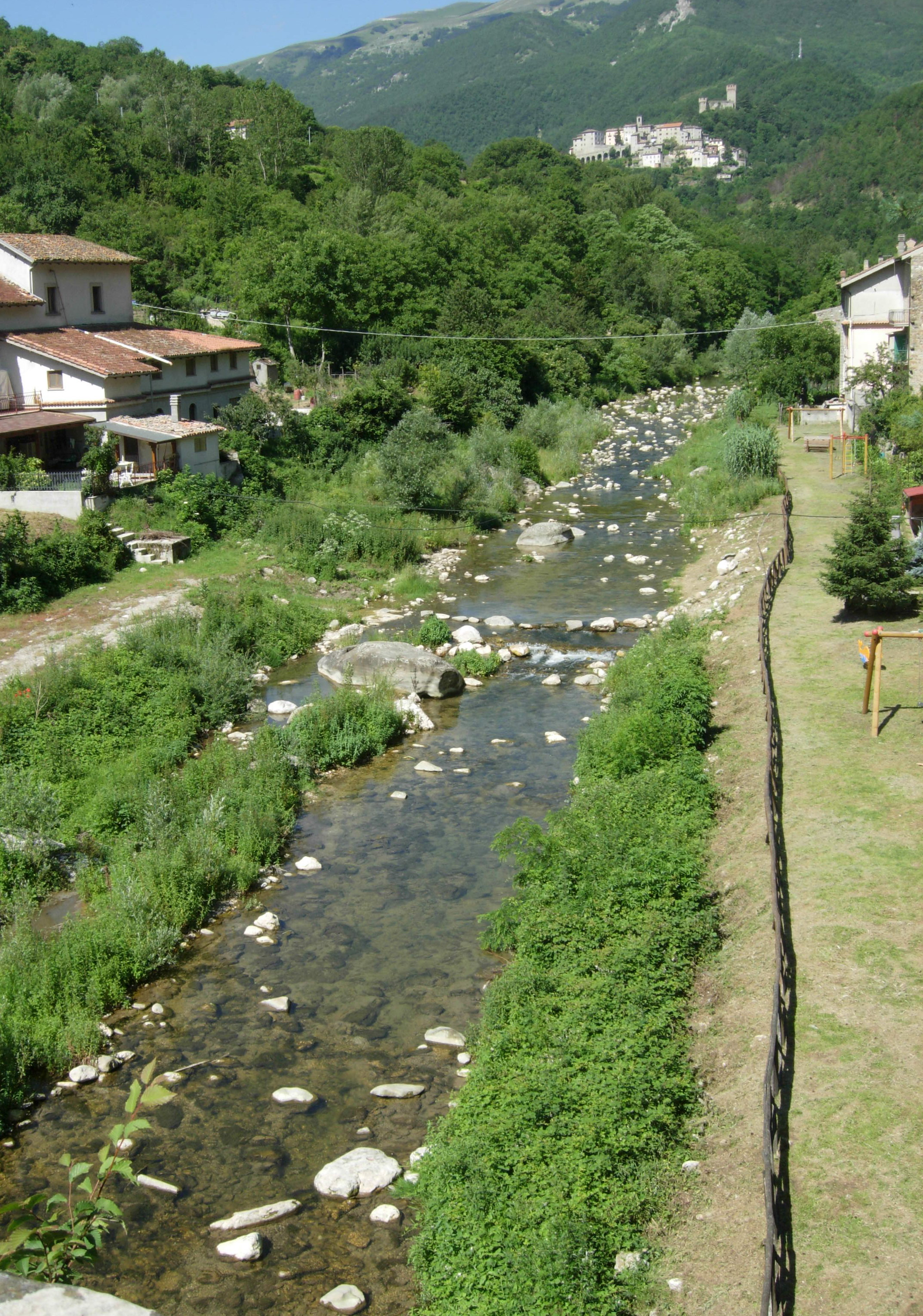

特龍托河（Tronto）是意大利的河流，河道全長115公里，流域面積1,192平方公里，平均流量每秒17立方米，發源自阿馬特里切，最終在阿斯科利港注入亞得里亞海。
42°54′N 13°55′E / 42.900°N 13.917°E